# Cleora tamsi
Cleora tamsi är en fjärilsart som beskrevs av Fletcher 1967. Cleora tamsi ingår i släktet Cleora och familjen mätare. Inga underarter finns listade i Catalogue of Life.